# Bogy
Bogy é uma comuna francesa na região administrativa de Auvérnia-Ródano-Alpes, no departamento de Ardèche. Estende-se por uma área de 7,02 km². Em 2010 a comuna tinha 448 habitantes (densidade: 63,8 hab./km²).